# Natural Mystic: The Legend Lives On
Natural Mystic: The Legend Lives On is een compilatiealbum van de Jamaicaanse reggaegroep Bob Marley & The Wailers, uitgebracht in 1995. Het is een aanvulling op het in 1984 uitgekomen Legend.

## Nummers
| Nr. | Titel                        | Van album            | Duur |
| --- | ---------------------------- | -------------------- | ---- |
| 1.  | Natural Mystic               | Exodus               | 3:26 |
| 2.  | Easy Skanking                | Kaya                 | 2:55 |
| 3.  | Iron Lion Zion               | Songs of Freedom     | 3:14 |
| 4.  | Crazy Baldheads              | Rastaman Vibration   | 3:23 |
| 5.  | So Much Trouble in the World | Survival             | 3:57 |
| 6.  | War                          | Rastaman Vibration   | 3:31 |
| 7.  | Africa Unite                 | Survival             | 2:54 |
| 8.  | Trenchtown Rock (live)       | African Herbsman     | 4:10 |
| 9.  | Keep On Moving               | Soul Revolution      | 4:21 |
| 10. | Sun Is Shining               | Kaya/Soul Revolution | 4:36 |
| 11. | Who the Cap Fit              | Rastaman Vibration   | 4:17 |
| 12. | One Drop                     | Survival             | 3:51 |
| 13. | Roots, Rock, Reggae          | Rastaman Vibration   | 3:31 |
| 14. | Pimper's Paradise            | Uprising             | 3:27 |
| 15. | Time Will Tell               | Kaya                 | 3:29 |

## Hitnotering
| Natural Mystic: The Legend Lives On in de Nederlandse Album Top 100 - binnen: 03-06-1995 | Natural Mystic: The Legend Lives On in de Nederlandse Album Top 100 - binnen: 03-06-1995 | Natural Mystic: The Legend Lives On in de Nederlandse Album Top 100 - binnen: 03-06-1995 | Natural Mystic: The Legend Lives On in de Nederlandse Album Top 100 - binnen: 03-06-1995 | Natural Mystic: The Legend Lives On in de Nederlandse Album Top 100 - binnen: 03-06-1995 | Natural Mystic: The Legend Lives On in de Nederlandse Album Top 100 - binnen: 03-06-1995 | Natural Mystic: The Legend Lives On in de Nederlandse Album Top 100 - binnen: 03-06-1995 | Natural Mystic: The Legend Lives On in de Nederlandse Album Top 100 - binnen: 03-06-1995 | Natural Mystic: The Legend Lives On in de Nederlandse Album Top 100 - binnen: 03-06-1995 | Natural Mystic: The Legend Lives On in de Nederlandse Album Top 100 - binnen: 03-06-1995 | Natural Mystic: The Legend Lives On in de Nederlandse Album Top 100 - binnen: 03-06-1995 | Natural Mystic: The Legend Lives On in de Nederlandse Album Top 100 - binnen: 03-06-1995 | Natural Mystic: The Legend Lives On in de Nederlandse Album Top 100 - binnen: 03-06-1995 | binnen: 25-12-1999 | binnen: 25-12-1999 | binnen: 25-12-1999 | binnen: 25-12-1999 | binnen: 25-12-1999 | binnen: 25-12-1999 |
| Week                                                                                     | 01                                                                                       | 02                                                                                       | 03                                                                                       | 04                                                                                       | 05                                                                                       | 06                                                                                       | 07                                                                                       | 08                                                                                       | 09                                                                                       | 10                                                                                       | 11                                                                                       |                                                                                          | 12                 | 13                 | 14                 | 15                 |                    |                    |
| ---------------------------------------------------------------------------------------- | ---------------------------------------------------------------------------------------- | ---------------------------------------------------------------------------------------- | ---------------------------------------------------------------------------------------- | ---------------------------------------------------------------------------------------- | ---------------------------------------------------------------------------------------- | ---------------------------------------------------------------------------------------- | ---------------------------------------------------------------------------------------- | ---------------------------------------------------------------------------------------- | ---------------------------------------------------------------------------------------- | ---------------------------------------------------------------------------------------- | ---------------------------------------------------------------------------------------- | ---------------------------------------------------------------------------------------- | ------------------ | ------------------ | ------------------ | ------------------ | ------------------ | ------------------ |
| Nummer                                                                                   | 69                                                                                       | 45                                                                                       | 27                                                                                       | 24                                                                                       | 31                                                                                       | 39                                                                                       | 53                                                                                       | 71                                                                                       | 88                                                                                       | 93                                                                                       | 94                                                                                       | uit                                                                                      | 83                 | 82                 | 86                 | 98                 | uit                |                    |

Bob Marley · Junior Braithwaite · Beverley Kelso · Bunny Wailer · Peter Tosh · Cherry Smith · Constantine "Vision" Walker · Earl "Chinna" Smith · Aston Barrett · Joe Higgs · Earl Lindo · Carlton Barrett · Al Anderson · Alvin Patterson · Junior Marvin · Donald Kinsey · Tyrone Downie · I Threes (Rita Marley · Marcia Griffiths · Judy Mowatt)